# Katter (släkte)
Katter (Felis) är ett släkte i underfamiljen Felinae inom familjen kattdjur, som består av den vanliga tamkatten och dess närmaste släktingar. Detta kattsläkte är närmast släkt med bland annat lodjur, pumor, ozeloter, och andra små kattdjur. 

## Skillnad mellan mindre och större kattarter
De små katterna är mer opportunistiska jägare i den meningen att de kan döda och äta fler arter – faktiskt flera tusen – medan stora kattdjur endast tar ungefär hundra olika arter bytesdjur. Detta beror på att det finns färre olika arter i de storleksklasser som de stora kattdjuren med fördel kan utnyttja. Rent teoretiskt sett skulle de större kattdjuren också kunna döda flera tusen olika arter, men gör det inte på grund av att själva jakten på till exempel en mus kostar mer energi än vad bytesdjuret innehåller. Undantaget är leoparder, som i regel har en stark böjelse för att även jaga mindre byten.
Andra aspekter är att de mindre kattarterna inte kan ryta, och att de kan spinna både när de andas in och andas ut. Tamkatter är inte flockdjur av naturen [källa behövs]men tolererar som regel andra katter som de lever tillsammans med.

## Arter
I släktet ingår följande arter:
- Kinesisk ökenkatt (Felis bieti)
- Djungelkatt (Felis chaus)
- Pallaskatt (Felis manul), listas ibland i släktet Otocolobus
- Sandkatt (Felis margarita)
- Svartfotad katt (Felis nigripes)
- Tamkatt (Felis catus), listas ibland som en underart till vildkatten
- Vildkatt (Felis silvestris)
  - Europeisk vildkatt (Felis silvestris silvestris)
  - Asiatisk vildkatt (Felis silvestris ornata)
  - Falbkatt (Felis silvestris lybica)